# مباركة الصيعري
مبارك محمد الصيعري (من مواليد 19 ديسمبر 1998) هي لاعبة كرة قدم سعودية محترفة تلعب كمهاجمة لنادي النصر في الدوري السعودي الممتاز للسيدات والمنتخب السعودي.

## مسيرتها الكروية
بدأت مباركة مسيرتها في كرة الصالات مع اتحاد النسور في عام 2018. قبل أن تنضم إلى شعلة الشرقية في عام 2021 حيث لعبت كرة القدم وكرة الصالات. بالإضافة إلى ذلك، لعبت أيضًا لفريق جامعة الملك فيصل لكرة القدم.

### النصر
سجلت مباركة ثلاثية في المباراة الأولى للنصر، ليحقق فوزا عريضا بنتيجة 18–0. أصبحت أول لاعبة تُسجل ثلاثية في موسم 2022–23 والأولى في تاريخ الدوري. وحصلت على لقب أفضل لاعبة في الموسم.

## مسيرتها الدولية

### كرة الصالات
في سبتمبر 2021، تلقت مباركة أول استدعاء لها للمنتخب الوطني لكرة الصالات للسيدات للمشاركة في المعسكر التدريبي في كرواتيا.

### كرة القدم
تم استدعاء مباركة لأول مرة إلى المنتخب الأول في أغسطس 2022 للمشاركة في معسكر تدريبي في النمسا. في 19 يناير 2023 ظهرت لأول مرة مع الفريق في تعادل 1–1 ضد باكستان.

## الإحصائيات

### النادي
اعتبارا من 30 ديسمبر 2023
| النادي  | الموسم  | الدوري                         | الدوري | الدوري  | الكأس  | الكأس   | قاريا  | قاريا   | أخرى   | أخرى    | المجموع | المجموع |
| النادي  | الموسم  | الدرجة                         | الظهور | الأهداف | الظهور | الأهداف | الظهور | الأهداف | الظهور | الأهداف | الظهور  | الأهداف |
| ------- | ------- | ------------------------------ | ------ | ------- | ------ | ------- | ------ | ------- | ------ | ------- | ------- | ------- |
| النصر   | 2022–23 | الدوري السعودي الممتاز للسيدات | 14     | 7       | -      | -       | —      | —       | —      | —       | 14      | 7       |
| النصر   | 2023–24 | الدوري السعودي الممتاز للسيدات | 7      | 1       | 2      | 0       | —      | —       | 5      | 0       | 14      | 1       |
| النصر   | المجموع | المجموع                        | 21     | 8       | 2      | 0       | —      | —       | 5      | 0       | 28      | 8       |
| المجموع | المجموع | المجموع                        | 21     | 8       | 2      | 0       | —      | —       | 5      | 0       | 28      | 8       |

### دوليا
الإحصائيات دقيقة اعتبارا من المباراة التي لعبت في 8 يناير 2024.
| السنة   | السعودية | السعودية | السعودية لكرة الصالات | السعودية لكرة الصالات |
| السنة   | الظهور   | الأهداف  | الظهور                | الأهداف               |
| ------- | -------- | -------- | --------------------- | --------------------- |
| 2022    | 0        | 0        | 11                    | 0                     |
| 2023    | 8        | 0        | -                     | -                     |
| 2024    | 1        | 0        | -                     | -                     |
| المجموع | 9        | 0        | 11                    | 0                     |

## الإنجازات
شعلة الشرقية
- دوري المناطق السعودية لكرة القدم النسائية (المنطقة الشرقية): 2020–21، 2021–22

المملكة
- بطولة الاتحاد السعودي الوطني لكرة القدم للسيدات: 2021–2022

النصر
- الدوري السعودي الممتاز للسيدات: 2022–23
- بطولة الأندية السعودية – الأردن للسيدات: المركز الثالث 2023

السعودية
- البطولة الدولية الودية للسيدات: الخبر 2023

الجوائز الفردية
- أفضل لاعبة في الدوري السعودي الممتاز للسيدات: 2022–23